# Cmentarz Ixelles
Cmentarz Ixelles, [wym. Iksel], fr. Cimetière d'Ixelles, niderl. Begraafplaats van Elsene - jedna z ważniejszych nekropoli Belgii z prochami postaci ze świata polityki, nauki i sztuki. Pochowani są tu m.in. polski pianista i kompozytor Józef Wieniawski, znany francuski generał Georges Boulanger (który zastrzelił się na grobie swej kochanki) i słynny architekt belgijski Victor Horta.
Założony w 1877 niewielki cmentarz z alejami cyprysowymi ma w sobie mało z powagi cmentarno-żałobnej. Już choćby dlatego, że leży w środku tętniącej życiem brukselskiej dzielnicy uniwersyteckiej Ixelles z wieloma barami i kafejkami studenckimi.
W 1891 był scenerią niecodziennego zdarzenia. Oto generał i były minister obrony narodowej Francji, Georges Boulanger pojawia się na grobie zmarłej kilka tygodni wcześniej kochanki, Marguerity de Bonnemains, każe na nim wyryć napis: "Marguerite. 19 grudnia 1855 - 16 lipca 1891. Do zobaczenia wkrótce", po czy strzela sobie w głowę i na miejscu umiera. Tragiczny ten gest trafia na czołówki gazet w Belgii i Francji (zob. poniżej pierwsza strona francuskiego dziennika "Le Petit Journal"), a ciało wojskowego zostaje złożone obok prochów kochanki, w tym samym grobowcu, na którym zostaje dopisana fraza: "Georges. 29 kwietnia 1837 - 30 września 1891. Czyż mogłem żyć dwa i pół miesiąca bez Ciebie?".

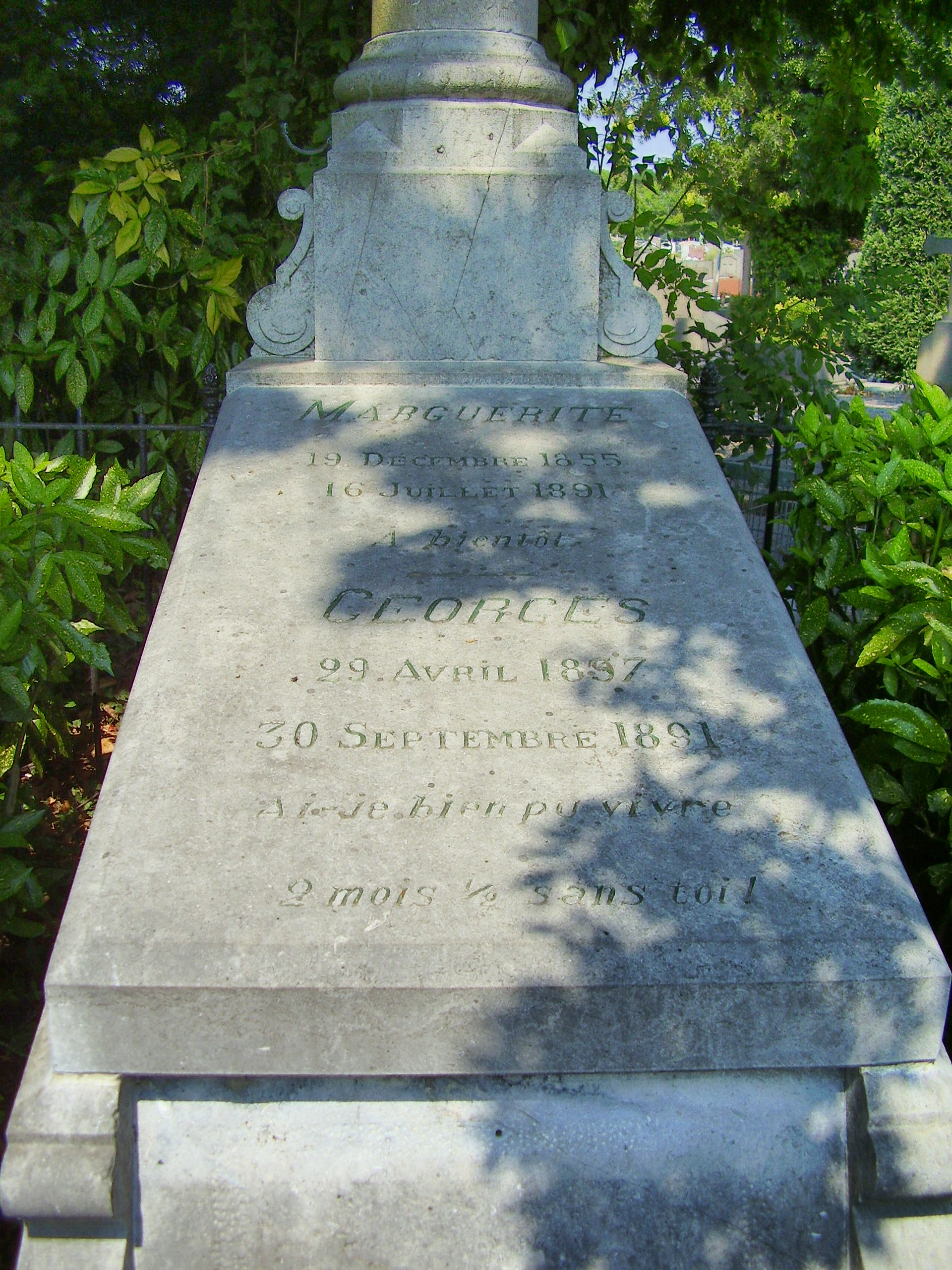
Grób Boulangera
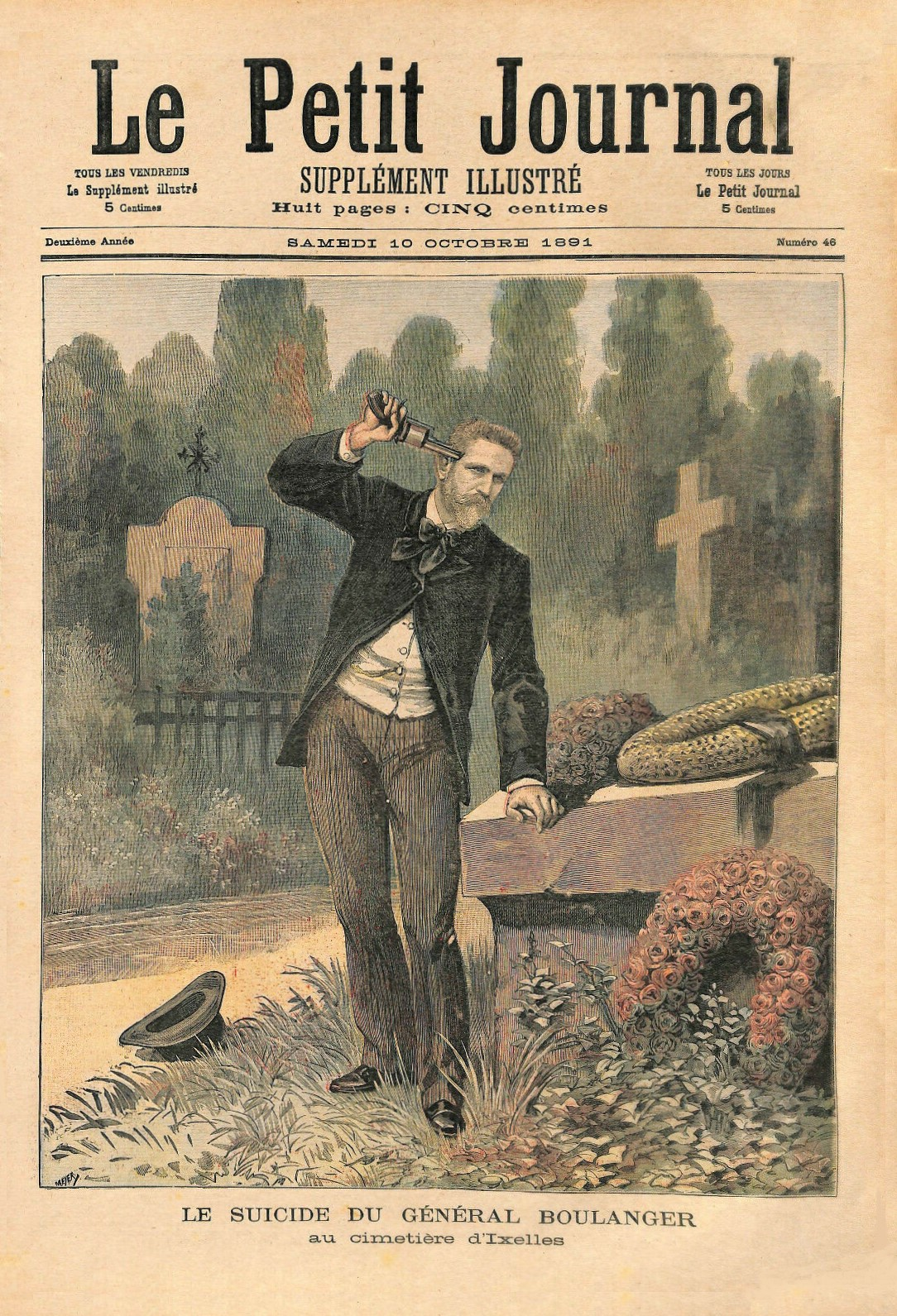
Petit Journal 10 X 1891
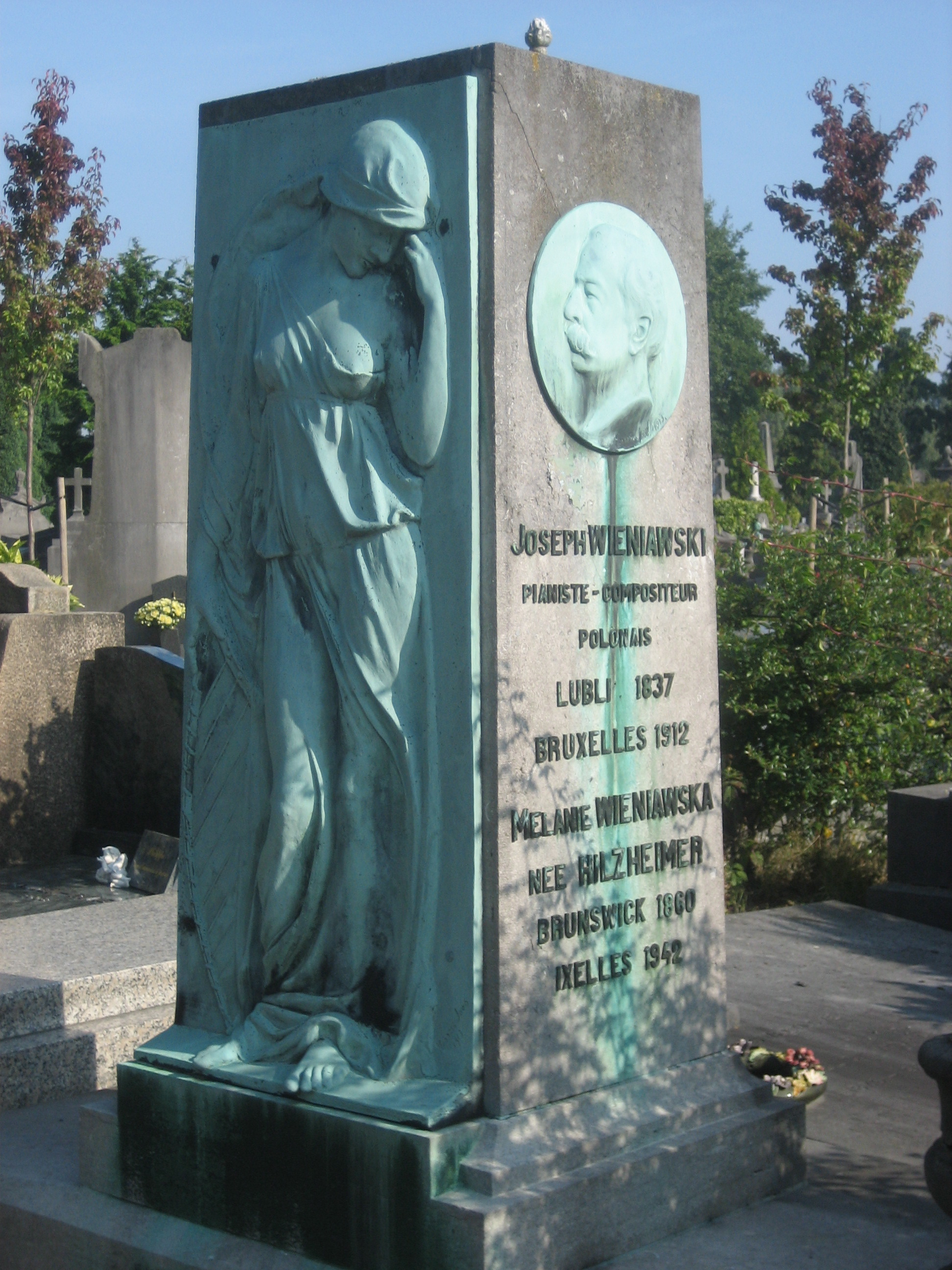
Grób Wieniawskiego